# Чемпионат мира по стрельбе 1913
Чемпионат мира по стрельбе 1913 года прошёл в Кэмп-Перри (США).

## Общий медальный зачёт
| Место | Страна    | Золото | Серебро | Бронза | Всего |
| ----- | --------- | ------ | ------- | ------ | ----- |
| 1     | Швейцария | 4      | 4       | 2      | 10    |
| 2     | Швеция    | 4      | 1       | 3      | 8     |
| 3     | Аргентина | 1      | 3       | 1      | 5     |
| 4     | Франция   | 1      | 2       | 2      | 5     |
| 5     | США       | 1      | 1       | 3      | 5     |
|       | Всего     | 11     | 11      | 11     | 33    |

## Медалисты
| Дисциплина                                    | Золото                                                                              | Серебро                                                                            | Бронза |
| --------------------------------------------- | ----------------------------------------------------------------------------------- | ---------------------------------------------------------------------------------- | --- |
| Винтовка с трёх позиций, 300 метров           | Конрад Штеели                                                                       | Якоб Брайнер                                                                       | Жан Райх                                                                                                   |
| Винтовка с трёх позиций, 300 метров (команды) | Швейцария · Маттиас Брюннер · Каспар Видмер · Жан Райх · Эрнст Улер · Конрад Штеели | Франция · Эжен Бальм · Леон Джонсон · Поль-Рене Коля · Альбер Куркен · Ахилл Парош | США · Джон Кнойбель · Седрик Лонг · Эдвард Свитинг · Фредерик Хайденрайх · Эрнест Эдди                     |
| Винтовка лёжа, 300 метров                     | Ахилл Парош                                                                         | Конрад Штеели                                                                      | Джон Кнойбель                                                                                              |
| Винтовка с колена, 300 метров                 | Конрад Штеели                                                                       | Маттиас Брюннер                                                                    | Жан Райх                                                                                                   |
| Винтовка стоя, 300 метров                     | Каспар Видмер                                                                       | Конрад Штеели                                                                      | Альбер Куркен                                                                                              |
| Армейская винтовка с трёх позиций, 300 метров | Мауриц Эрикссон                                                                     | Бенхамин Теальди                                                                   | Адриан Мендес                                                                                              |
| Армейская винтовка лёжа, 300 метров           | Грегорио Перейра                                                                    | Яньес                                                                              | Эрнест Эдди                                                                                                |
| Армейская винтовка с колена, 300 метров       | Тённес Бьёркман                                                                     | Йон Нильссон                                                                       | Отто Кристианссон                                                                                          |
| Армейская винтовка стоя, 300 метров           | Мауриц Эрикссон                                                                     | Поркуала                                                                           | Поль-Рене Коля                                                                                             |
| Произвольный пистолет, 50 метров              | Вильхельм Карлберг                                                                  | Альфред Лэйн                                                                       | Казимир Реутершёльд                                                                                        |
| Произвольный пистолет, 50 метров (команды)    | США · Джон Диц · Альфред Лэйн · Кларенс Маккатчен · Джеймс Снук · Пармли Хэнфорд    | Франция · Леон Джонсон · Жирардо · Жан Каррер · Луи Перси · Андре Рего             | Швеция · Вильхельм Карлберг · Отто Кристианссон · Роберт Лёвман · Казимир Реутершёльд · Сигвард Хульткранц |